# Buakaw Banchamek
Sombat "Buakaw" Banchamek, do 2012 roku posługujący się pseudonimem Buakaw Por. Pramuk (taj. บัวขาว ป. ประมุข; ur. 8 maja 1982) – tajski bokser, dwukrotny mistrz K-1 MAX, trzykrotny mistrz świata WMC w boksie tajskim, mistrz świata WBC oraz mistrz świata w shoot boxingu.

## Kariera sportowa
Boks tajski trenuje od 8. roku życia. W wieku 15 lat wstąpił do klubu Por.Pramuk Gym, którego barwy reprezentował do 2012 roku (zgodnie z tajską tradycją przyjął jego nazwę jako swoje ringowe nazwisko). Przez pierwsze lata kariery thai-boxera rywalizował na krajowych galach i turniejach m.in. popularnych w Tajlandii stadionach Omnoi, Lumpini i Rajadamnern, gdzie na tym pierwszym zdobył swoje pierwsze mistrzostwo (2000) wagi piórkowej. Sukces powtórzył rok później zostając mistrzem stadionu Omnoi w wadze lekkiej. W tym samym roku w 2001 mierzył się o tytuł mistrza Lumpini jednak uległ wtedy Charliemu Sor Chaitaminowi.
Przełom w karierze Buakawa nastąpił w kwietniu 2004 kiedy to zakwalifikował się do finałowego turnieju K-1 World MAX 2004 po pokonaniu Nowozelandczyka Jordana Taia. Finał miał miejsce 7 lipca 2004 w Tokio. W ćwierćfinałowym pojedynku Banchamek pokonał po wyrównanej walce w której zarządzono dogrywkę Australijczyka Johna Wayne Parra na punkty, w półfinale znokautował Japończyka Takayukiego Kohiruimaki ciosami kolanami, natomiast w finale pokonał po dogrywce na punkty ubiegłorocznego mistrza K-1 World MAX, faworyta gospodarzy Masato, stając się mistrzem K-1 MAX. 
W następnym roku był bliski powtórzenia sukcesu, gdzie podczas finału K-1 World MAX 2005 po uprzednim pokonaniu w ćwierćfinale Jadambę Narantungalaga i Alberta Krausa w półfinale, uległ w finale na punkty Holendrowi Andy'emu Souwerowi. Przegrana w turnieju nie zatrzymała Taja, bo już 4 stycznia pokonał utytułowanego Mike'a Zambidisa, natomiast czternaście dni później został mistrzem świata WMC w wadze super średniej po znokautowaniu rodaka Jomhoda Kiatadisaka. 5 kwietnia 2006 ponownie zakwalifikował się do finału K-1 World MAX wygrywając na punkty z Virgilem Kalakodą. 30 czerwca 2006 w Yokohamie drugi raz w karierze zwyciężył w całym turnieju pokonując kolejno Yoshihiro Satō, Gago Drago i w finale obrońce tytułu Andy'ego Souwera przed czasem. Banchamek stał się tym samym pierwszym zawodnikiem który wygrał turniej K-1 World MAX dwukrotnie.

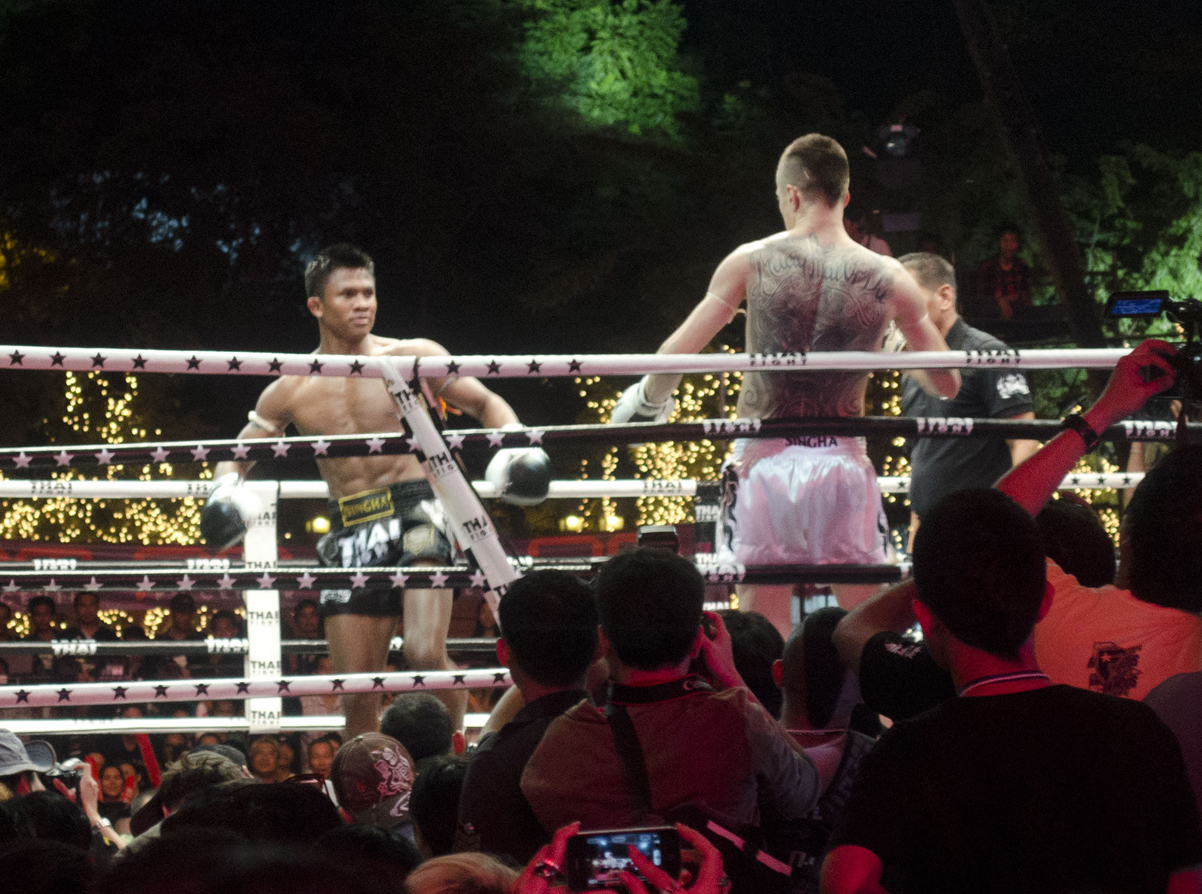
Banchamek (z lewej) kontra Wital Hurkou, 16 grudnia 2012

Do 2009 walczył przede wszystkim w K-1 mierząc się ze światową czołówką kategorii K-1 MAX. Dwukrotnie kwalifikował się do finałowego turnieju 13 lipca 2007 po pokonaniu Nieky Holzkena i 9 kwietnia 2008 po wygraniu z Albertem Krausem jednak w obu przypadkach rywalizację kończył na pierwszym pojedynku przegrywając w ćwierćfinałach w rewanżach z Japończykami Masato (3 listopada 2007) i z Yoshihiro Satō (7 lipca 2008) - z tym drugim przez ciężki nokaut, notując tym samym pierwszą udokumentowaną porażkę przed czasem. Wcześniej, bo 19 maja 2007 zremisował z Giorgio Petrosyanem zachowując tytuł mistrza świata WMC.
23 listopada 2010 wygrał coroczny turniej Shoot boxingu S-Cup 2010, w finale pokonując przez TKO Tobiego Imadę. W latach 2010–2012 walczył w wielu miejscach na świecie, będąc niepokonanym w ponad dwudziestu pojedynkach z rzędu gdzie w pokonanym polu zostawiał m.in. Warrena Stevelmansa czy Dżabara Askierowa. Ponadto zdobył pas mistrzowski WMC wagi junior średniej i wygrywał w dwóch edycjach turnieju Thai Fight w 2011 i 2012. 
W marcu 2012 roku ogłosił odejście z klubu Por.Pramuk i założył własny Buakaw Banchamek Gym.
Po ponad trzech latach przerwy w październiku 2013 wrócił do K-1, startując w turnieju K-1 World MAX 2014. Mimo iż sam turniej nie był mocno obsadzony (poza Banchamekiem, z byłych mistrzów K-1 MAX miał jeszcze wystartować Souwer, jednak ostatecznie się wycofał), to droga do finału nie była prosta dla Taja. W ćwierćfinale dopiero po dogrywce pokonał mało znanego Chińczyka Zhou Zhipenga, natomiast w półfinale na punkty wygrał z Koreańczykiem Lee Sung-Hyunem. Między kolejnymi etapami turnieju K-1 które odbywały się na różnych galach, zdobywał mistrzowskie pasy WMC wagi junior średniej (14 czerwca 2014) i WBC Muay Thai (15 sierpnia 2014).
W finale, który miał miejsce 11 października 2014 w Pattayi przegrał przez dyskwalifikację w kontrowersyjnych okolicznościach z Niemcem Enriko Kehlem po tym jak odmówił kontynuowania pojedynku i opuścił ring po zarządzeniu przez sędziów dodatkowej, czwartej rundy.
W związku z kryzysem finansowym jaki dopadł K-1 w ostatnich latach, pod koniec 2014 Banchamek jak i wielu klasowych zawodników związał się z dynamicznie rozwijającymi się chińskimi federacjami takimi jak Wu Lin Feng czy Kunlun Fight. 6 czerwca 2015 został mistrzem tej pierwszej pokonując lokalną gwiazdę sportów walki Chińczyka Yi Longa natomiast 24 września 2016 zdobył pas mistrzowski Kunlun Fight w wadze średniej wygrywając z Francuzem Dylanem Salvadorem. 5 listopada 2016 kontrowersyjnie przegrał na punkty w rewanżu z Yi Longiem tracąc mistrzostwo Wu Lin Feng. 10 grudnia 2016 pokonał Białorusina Andreja Kulebina na punkty zostając mistrzem Phoenix Fighting Championship w wadze junior średniej.
9 marca 2018 w Abu Zabi przegrał walkę o pas organizacji Enfusion kat. 70 kg z broniącym tytułu Hiszpanem Jonayem Risco jednogłośnie na punkty.

## Aktorstwo
W 2010 zadebiutował aktorsko w filmie Yamada: Droga samuraja grając postać Ai-Seua, natomiast w 2017 zagrał główną rolę w filmie Legenda bohatera Połamanego Miecza jako Thongdee.

## Osiągnięcia[21][2][4]
- 2016: mistrz Phoenix FC w wadze lekkiej
- 2016: mistrz świata Kunlun Fight w wadze średniej
- 2015-2016: mistrz świata Wu Lin Feng
- 2014: wicemistrz K-1 World MAX 2014
- 2014: mistrz świata WBC Muaythai Diamond w wadze -70 kg
- 2014-2015: mistrz świata WMC w wadze junior średniej (-69,9 kg/154 lb)
- 2012: Thai Fight - 1. miejsce (-70 kg)
- 2011: Thai Fight - 1. miejsce (-70 kg)
- 2011: mistrz świata WMC w wadze junior średniej
- 2010: Shoot Boxing S-cup World Tournament − 1. miejsce
- 2006: mistrz K-1 World MAX 2006
- 2006-2007: mistrz świata WMC w wadze super półśredniej
- 2005: wicemistrz K-1 World MAX 2005
- 2005: mistrz świata S-1 w wadze super półśredniej
- 2004: mistrz K-1 World MAX 2004
- 2003: mistrz KOMA GP w wadze lekkiej
- 2002: Toyota Muay Thai Marathon Tournament - 1. miejsce w wadze 63,5 kg
- 2001: mistrz stadionu Omnoi w wadze lekkiej
- 2001: mistrz PAT w wadze piórkowej
- 2000: mistrz stadionu Omnoi w wadze piórkowej